# Barry Islands
Barry Islands är öar i Kanada.   De ligger i territoriet Nunavut, i den centrala delen av landet, 3 100 km nordväst om huvudstaden Ottawa. De två huvudöarna är Algaq och Qannuyak.
Trakten runt Barry Islands består i huvudsak av gräsmarker.